# Johann Wagner (Politiker, 1805)
Johann Wagner (* 7. Oktober 1805; † nach 1857) war ein deutscher Drechsler, Politiker und Bürgermeister.

## Werdegang
Wagner war von Beruf Drechsler. Von 1848 bis 1851 und noch einmal von 1852 bis 1857 war er Bürgermeister des oberbayerischen Marktes Bruck.